# Cantone di Dieppe-2
Il Cantone di Dieppe-2 è una divisione amministrativa dell'Arrondissement di Dieppe.
È stato istituito a seguito della riforma dei cantoni del 2014, che è entrata in vigore con le elezioni dipartimentali del 2015.

## Composizione
Comprende parte della città di Dieppe e i comuni di:
- Ancourt
- Arques-la-Bataille
- Assigny
- Auquemesnil
- Bailly-en-Rivière
- Bellengreville
- Belleville-sur-Mer
- Berneval-le-Grand
- Biville-sur-Mer
- Bracquemont
- Brunville
- Dampierre-Saint-Nicolas
- Derchigny
- Douvrend
- Envermeu
- Freulleville
- Glicourt
- Gouchaupre
- Grèges
- Greny
- Guilmécourt
- Les Ifs
- Intraville
- Martin-Église
- Meulers
- Notre-Dame-d'Aliermont
- Penly
- Ricarville-du-Val
- Saint-Aubin-le-Cauf
- Saint-Jacques-d'Aliermont
- Saint-Martin-en-Campagne
- Saint-Nicolas-d'Aliermont
- Saint-Ouen-sous-Bailly
- Saint-Quentin-au-Bosc
- Saint-Vaast-d'Équiqueville
- Sauchay
- Tocqueville-sur-Eu
- Tourville-la-Chapelle